# Schlacht bei Königgrätz
Custozza – Hühnerwasser – Podol – Nachod – Trautenau – Langensalza – Skalitz – Münchengrätz – Gitschin – Königinhof – Schweinschädel – Königgrätz – Dermbach – Kissingen – Mainfeldzug – Frohnhofen – Aschaffenburg – Lissa – Bezzecca – Blumenau – Hundheim – Tauberbischofsheim – Werbach – Helmstadt – Gerchsheim – Uettingen/Roßbrunn
Die Schlacht bei Königgrätz am 3. Juli 1866 nahe der böhmischen Stadt Königgrätz war die Entscheidungsschlacht im Deutschen Krieg. Die Preußische Armee besiegte die Armeen Österreichs und Sachsens. In einem Gelände von etwa zehn Kilometern Breite und fünf Kilometern Tiefe bekämpften sich über 400.000 Soldaten in einer verlustreichen Schlacht. Zentren der Kämpfe bildeten die strategisch wichtigen Hügel Svíb bei Maslowed und Chlum bei Schestar. Durch den Sieg wurde Preußen Führungsmacht in Deutschland, und Kanzler Otto von Bismarck setzte damit die kleindeutsche Lösung durch. Die Schlacht gilt als einer der Wegbereiter für die Deutsche Reichsgründung 1871. In mehreren Sprachen wird die Schlacht nach dem Dorf Sadowa benannt, insbesondere in Frankreich, wo sie als politische Niederlage wahrgenommen wurde und der Ruf „Rache für Sadowa!“ aufkam.

## Vorgeschichte des Krieges von 1866
Nach den Napoleonischen Kriegen wurde zwischen den europäischen Mächten auf dem Wiener Kongress die alte zwischenstaatliche Ordnung in Europa weitgehend wiederhergestellt. Auf dem Territorium des Heiligen Römischen Reiches war der Deutsche Bund als loser Staatenbund entstanden, der Teile Preußens und Österreichs beinhaltete. Die Ursache des Preußisch-Österreichischen Kriegs lag in den Spannungen zwischen den Mächten Preußen und Österreich, die im Kampf um die Vorherrschaft im Deutschen Bund immer größer wurden: In der Herbstkrise 1850 war es fast zum Krieg zwischen beiden gekommen; auf russischen Druck musste Preußen sein Nationalstaatsprojekt, die sogenannte Erfurter Union, aufgeben.
Den Anlass zum Krieg gab der Konflikt um den Besitz der von Österreich und Preußen gemeinsam verwalteten Gebiete Schleswig und Holstein nach dem Deutsch-Dänischen Krieg. 1865 konnten die Gegensätze noch einmal mit der Gasteiner Konvention überwunden werden, indem sich Österreich auf die Verwaltung von Holstein beschränkte. Als aber Preußen entgegen den Bestimmungen dieses Abkommens Holstein besetzte, erklärte Österreich die Mobilmachung der Bundesarmee.
Auf Seiten Österreichs standen die deutschen Mittelstaaten mit Bayern, Hannover, Sachsen, Württemberg und Baden sowie diverse deutsche Kleinstaaten.
An Preußens Seite standen die meisten thüringischen Kleinstaaten (Augusta von Sachsen-Weimar-Eisenach war die Ehefrau des preußischen Königs), einige norddeutsche Länder sowie Italien, das im Falle eines Sieges Venetien von Österreich erhalten sollte.

## Anmarsch der Preußen nach Böhmen

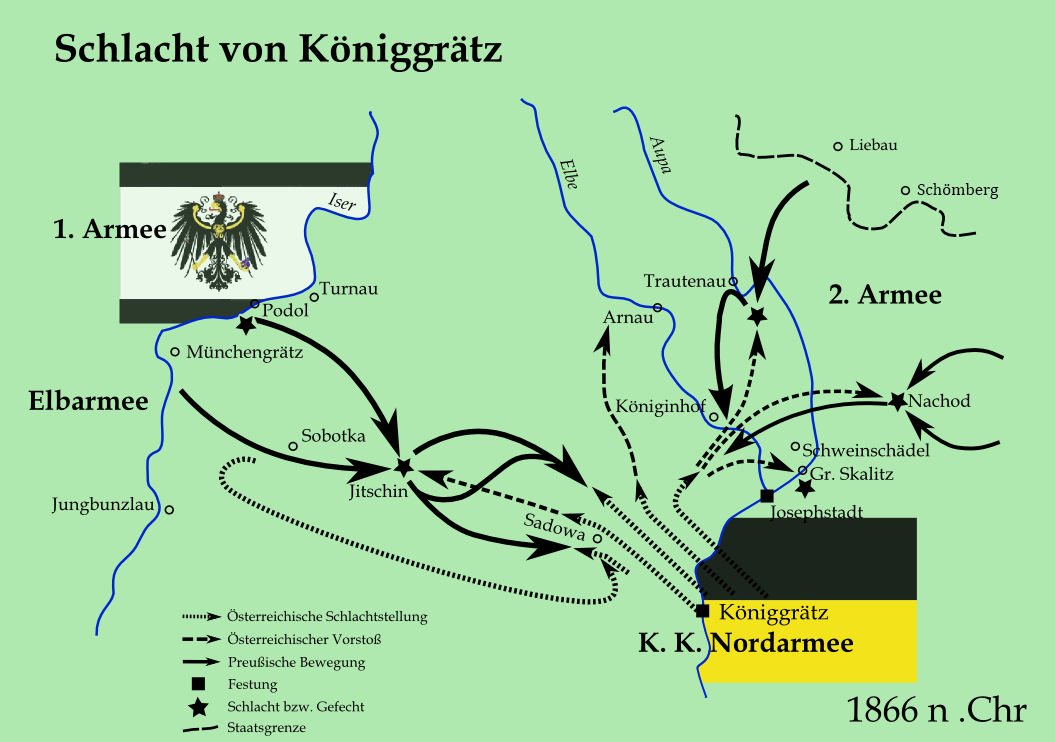
Anmarsch der preußischen Armeen auf Böhmen

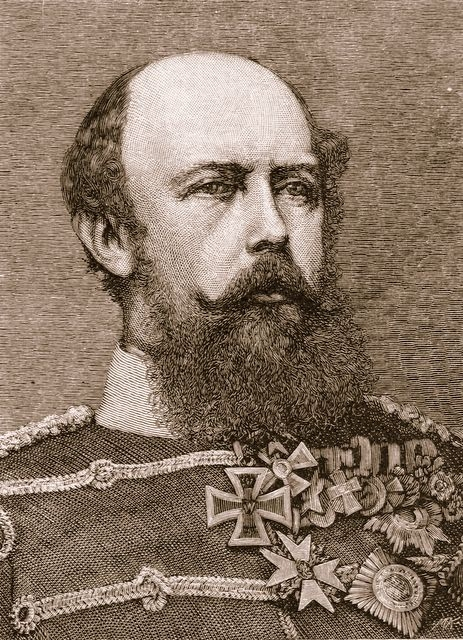
Prinz Friedrich Karl von Preußen

Auf Seite der Preußen hatte der Chef des Generalstabs, General von Moltke, ein weiträumiges Zangenmanöver ausgearbeitet. Moltkes Schlachtplan basierte auf einem in seiner Ausführung durchaus problematischen Prinzip: „Getrennt marschieren – vereint schlagen“, das heißt einem Aufmarsch entgegen der traditionellen strategischen Lehre auf den „äußeren Linien“ und nicht den inneren Linien mit ihrem Vorteil kürzerer Wege und leichterer gegenseitiger Verstärkung.
So setzte das preußische Oberkommando Ende Juni 1866 drei Armeen in Marsch – die 1. Armee unter Prinz Friedrich Karl Nikolaus von Preußen sammelte sich in der Lausitz, die 2. Armee unter dessen Vetter, dem Kronprinzen Friedrich-Wilhelm, hatte im Osten aus Schlesien vorzugehen. Die Elbarmee unter General Herwarth von Bittenfeld wandte sich gegen die Sachsen und rückte von Dresden über die böhmische Grenze nach Rumburg vor.
Die groß angelegte Umfassungsbewegung sollte dabei die gesamte österreichische Streitmacht im nördlichen Böhmen zu umfassen suchen. Die Elbarmee (Generalkommando VIII. Armee-Korps mit 46.000 Mann) hatte Sachsen zu besetzen und die Österreicher von Westen her anzugreifen, vom Norden sollte die 1. Armee (II., III. und IV. Armee-Korps mit 93.000 Mann) über Reichenberg südwärts drängend die gegnerische Hauptmacht auf sich ziehen, während die 2. Armee (Garde, I., V. und VI. Armee-Korps mit 115.000 Mann) des Kronprinzen vom Osten über Glatz und das Eulengebirge vorzugehen hatte.
Die preußische 2. Armee rückte in drei Heersäulen, teils aus der Grafschaft Glatz, über Braunau, sowie auf der Landeshuter Straße nach Liebau vor. Am 27. Juni wurde das preußische I. Korps bei Trautenau durch das österreichische X. Korps unter FML Ludwig von Gablenz geschlagen und musste auf Goldenöls zurückgehen, darauf übernahm das über Eypel anrückende preußische Gardekorps die Vorhut und schlug Teile des österreichischen IV. Korps bei Soor und Burkersdorf. Am 27. Juni hatte der linke Flügel der Armee des Kronprinzen, das V. Korps des Generals Steinmetz, das österreichische VI. Korps unter FML Ramming bei Nachod, am 28. Juni das zur Hilfe eilende österreichische VIII. Korps unter Erzherzog Leopold bei Skalitz, sowie am 29. Juni Teile des gegnerischen IV. Korps (FML Tassilo Festetics) bei Jaromierz und Schweinschädel zurückgeworfen.
Am 28. Juni hatte die preußische 1. Armee den Gegner bei Turnau und Podol zurückgeschlagen und konnte die Vereinigung mit der Elbarmee an der Iser herstellen. Die Elbarmee hatte gleichzeitig die Sachsen und das österreichische I. Korps (FML Clam-Gallas) bei Münchengrätz geschlagen. Am 29. Juni gelang der preußischen 1. Armee ein weiterer Erfolg gegen das sächsische Korps unter Prinz Albert bei Gitschin. Im Raum Königinhof war schließlich die Verbindung des Kronprinzen mit der Armee des Prinzen Friedrich Karl am 30. Juni mit etwa 220.000 Mann hergestellt, davon konnten aber 60.000 Mann nicht mehr rechtzeitig in die am 3. Juli folgende Schlacht von Königgrätz eingreifen.

## Aufmarsch der Österreicher zur Schlacht

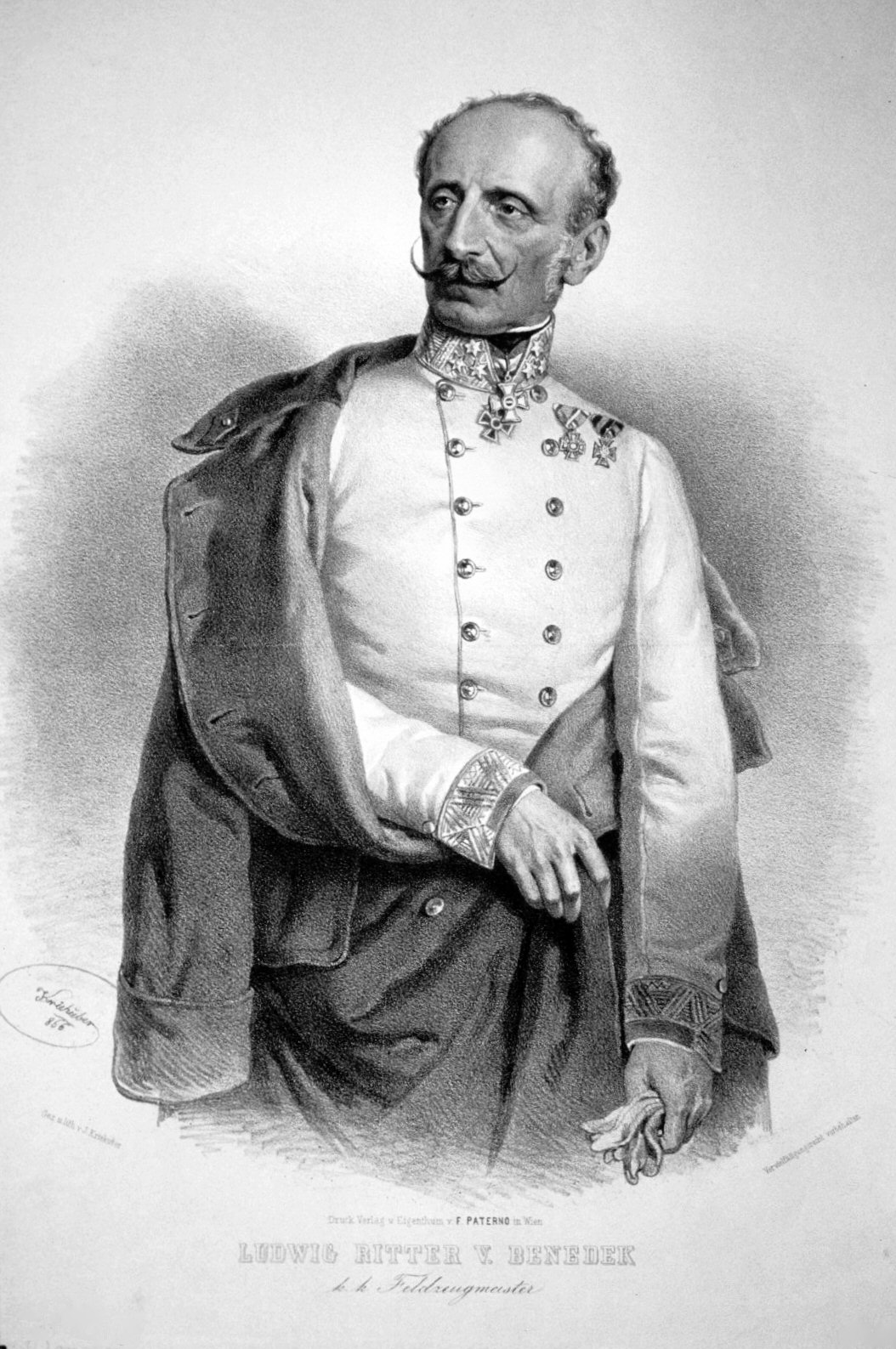
Ludwig von Benedek; Lithographie von Josef Kriehuber, 1866

Der österreichische Feldzeugmeister Ludwig von Benedek war durch seine militärischen Erfolge in den Feldzügen in Italien (1848 und 1859) als geschickter Stratege bekannt geworden und wurde nach Ausbruch des Krieges – im Alter von 61 Jahren – zum Oberbefehlshaber der österreichischen Nordarmee berufen. Da er für den neuen böhmischen Kriegsschauplatz über keinerlei militärische Erfahrung verfügte, versuchte er vorerst vergeblich das Amt abzulehnen, fügte sich aber doch der Entscheidung Kaiser Franz Josephs.
Die österreichischen Vorhuten hatten bereits in mehreren Gefechten böse Erfahrungen mit dem preußischen Zündnadelgewehr gemacht, daher entschied sich Benedek dafür, seine Hauptmacht auf einer Reihe kleiner Hügel zwischen der Bistritz und der Elbe in starker Verteidigungsstellung zu postieren, die dahinter liegende Festung Königgrätz konnte gegebenenfalls den Rückzug decken. Er hoffte darauf, dass die in dieser Stellung liegende Infanterie, durch eine starke Artillerie unterstützt, den preußischen Vormarsch aufhalten könnte.
Die Österreicher verfügten über sieben Korps, drei davon hatten jedoch bereits durch die Vorkämpfe stark gelitten, so dass auf den Höhenstellungen etwa 190.000 Mann versammelt waren. Am linken Flügel wurde einem achten Korps – etwa 22.000 Sachsen unter Kronprinz Albert – die Höhen bei Problus zugewiesen. Die sächsische 2. Division unter Generalleutnant Thuisko von Stieglitz stand hinter Problus, die Leib-Brigade rechts, die 1. Brigade links. Die sächsische 1. Division unter Generalleutnant Bernhard von Schimpff war zwischen Lubno, Popowitz und Tresowitz versammelt und hatte ihre Reserven zwischen Problus und Stresetitz konzentriert. Die sächsische 3. Brigade war in Problus, die 11. und 12. Brigade in Nieder-Prim aufgestellt. Das als Rückhalt dienende österreichische VIII. Korps (seit 29. Juni unter FML Joseph von Weber) sicherte links außen die Stellungen im Ober-Prim und dem davorliegenden Wald vor Umgehungen. Kavallerie der sächsischen 2. Division hielt bei Popowitz Verbindung mit dem österreichischen X. Korps. Im Zentrum vereinigte Benedek etwa 44.000 Mann mit 134 Kanonen, das durch die Vorkämpfe geschwächte X. Korps unter FML Gablenz und das noch frischere III. Korps unter Erzherzog Ernst, welches die Höhen von Lipa und Chlum besetzt hielt. Als rechter Flügel mit etwa 55.000 Mann folgte das IV. Korps unter FML Festetics südlich Maslowed, bei Cistowes und Nedelist, das II. Korps unter FML Karl von Thun und Hohenstein hielt die Stellung von Sendrasitz bis zur Elbe. Benedek behielt dahinter ein Drittel seiner Armee, das I. (Generalmajor  Gondrecourt) und VI. Korps (FML Ramming), mit über 60.000 Männern und 320 Geschützen in Reserve. Mit diesen Verbänden wollte er seinen Gegenangriff führen, sobald der preußische Angriff an seiner vorderen Verteidigungsstellung festgelaufen war.

## Verlauf

Historische Karte der gegnerischen Schlachtordnungen am Nachmittag, kurz vor der Entscheidung der Schlacht von Königgrätz

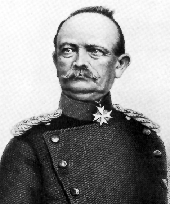
Eduard von Franseckys Division kämpfte im Swiepwald

Am 3. Juli gegen 4 Uhr morgens begann der Anmarsch der preußischen 1. Armee unter Friedrich Karl zur Bistritz. Links erreichte die 7. Division Cerekwitz, in der Mitte rückte die 8. Division unter General August von Horn als Vorhut auf Klenitz, rechts davon waren die 3. und 4. Division im Vorgehen auf Dohalitz und Mokrowous. Dahinter folgten in zweiter Linie die 5. und 6. Division in Richtung auf Sadowa nach. Die Vorhut der Division Horn wurde am Swiep (Svíb) in einen Artillerieschusswechsel mit der Artillerie des österreichischen X. Korps verwickelt. Als die Preußen versuchten, die Bistritz zu überqueren, beschlossen zwei österreichische Korpskommandanten, sich zu profilieren und eigenmächtig gegen die rechte Flanke des Gegners vorzugehen: Ohne weiter gegen die hier zu erwartende preußische 2. Armee Front zu machen, verließen die Truppen der Korpskommandanten Festetics und Thun ihre Stellungen und rückten nach Westen vor, wodurch jedoch eine Lücke in der österreichischen Verteidigung in nördlicher Richtung klaffte; genau dort, wo später die preußische 2. Armee entscheidend angreifen sollte.
Am Vormittag hatten die Österreicher lediglich die preußische 1. Armee vor sich – die Einheiten des Kronprinzen befanden sich noch im Anmarsch, und auch die Elbarmee hatte die Bistritz bei Nechanitz noch nicht überschritten. Folglich erhöhte sich der Druck auf die zahlenmäßig unterlegenen preußischen Truppen vor Ort. In der Mitte wurden Thun und Festetics in schwere Kämpfe im Swiepwald verwickelt. Die preußische 7. Division unter Generalmajor Eduard von Fransecky, darunter insbesondere das 2. Magdeburgische Infanterie-Regiment Nr. 27, verschanzte sich in diesem Gehölz und versuchte in sehr verlustreichen Gefechten, die Offensive zweier österreichischer Korps abzuwehren. Ohne Artillerievorbereitung und Wissen der Heeresleitung versuchten die Österreicher unter Graf Festetics, den Wald zurückzuerobern. Dem Grafen Festetics wurde durch eine Granate der rechte Fuß zerschmettert, sodass Feldmarschallleutnant Anton Mollinary die Führung der weiteren Angriffe leitete. Im Swiepwald tobte ein schwerer Kampf, wobei die preußische 7. Division fast aufgerieben wurde, aber gleichzeitig auch die Österreicher hohe Verluste hinnehmen mussten. Im Holawald rannte sich unterdessen die preußische 8. Division fest und wurde durch die nachgezogene 4. Division unter General Friedrich Adrian Herwarth von Bittenfeld verstärkt.
Schon wiegten sich die österreichischen Generäle im Gefühl des Sieges, im preußischen Hauptquartier entstand der erste Unmut gegen den unorthodoxen Aufmarschplan des exzentrischen Moltke. Selbst König Wilhelm I. und sein ebenfalls anwesender Ministerpräsident Bismarck befürchteten eine Niederlage. Da tauchte gegen Mittag, auf Höhe des gegenüberliegenden Dorfes Horenowes, das preußische 1. Garde-Regiment zu Fuß auf. Es bildete die Avantgarde des zur 2. Armee gehörenden preußischen Gardekorps – die Armee des Kronprinzen war, wie von Moltke geplant, eingetroffen und nahm gemeinsam mit der von Südwesten her angreifenden Elbarmee die im Swiepwald verbissenen österreichischen Truppen in die Zange. Am südlichen Ende der Front überquerte derweil auch die Elbarmee die Bistritz. Schon ab 10 Uhr vormittags war es der 15. Division gelungen, bei Lubno über die Bistritz zu gehen, und General Philipp Carl von Canstein bereitete den Angriff auf Neu- und Nieder-Prim vor. Um 13.45 Uhr begann auch der Angriff der 14. Division unter General Hugo Eberhard zu Münster-Meinhövel gegen die Linie Problus-Stresetitz. Vor dem aus Nechanitz angesetzten Druck der Elbarmee wich das gegenüberliegende Sächsische Korps am Nachmittag langsam zurück.
Nun wendete sich das Schlachtenglück. Gegen 13 Uhr, als Benedek eigentlich den Befehl zum Einsatz der Reserve hatte geben wollen, war den Österreichern die Gefahr, die jetzt vom Norden drohte, bereits im ganzen Ausmaß bekannt. Die preußische 1. Garde-Division unter General Wilhelm Hiller von Gärtringen – Vorhut der jetzt eingreifenden 2. Armee – war über Maslowed im Anmarsch auf Chlum. Der im Rücken bedrohte Feldmarschallleutnant Thun musste sofort den Großteil seiner Truppen wieder nach Osten zurückführen. Die österreichischen Stellungen im Swiepwald brachen dadurch zusammen.
Hinter der eintreffenden 2. Garde-Division war bereits das preußische I. und V. Korps im Anmarsch, die 11. und 12. Division des VI. Korps unter General Louis von Mutius stieß bereits außen rechts in die österreichische Flanke. Thun musste nun den Rückzug seines Korps am westlichen Elbeufer anordnen, wodurch die Lage am rechten Flügel der Österreicher noch exponierter wurde.

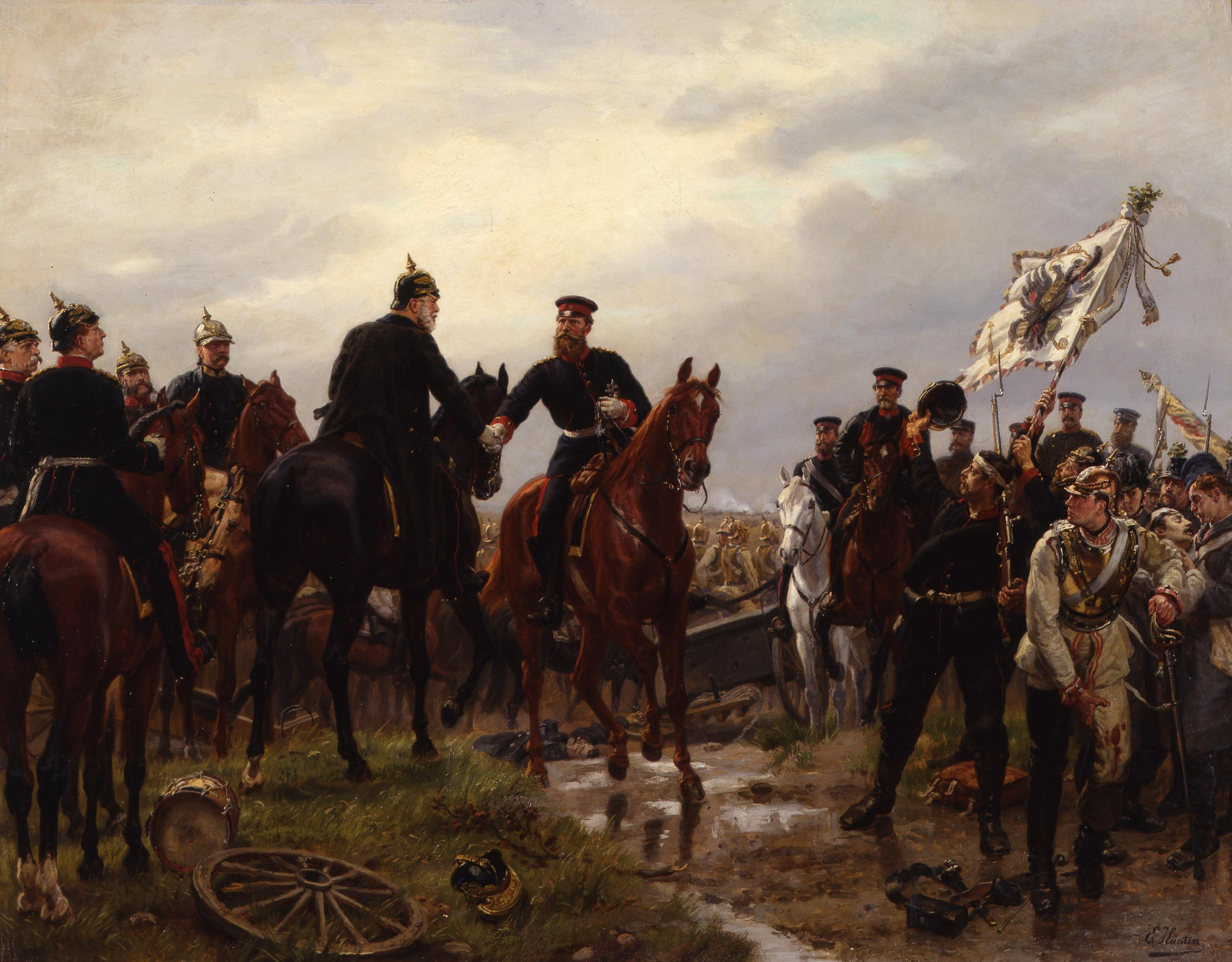
Wilhelm I. trifft während der Schlacht auf den Kronprinzen, Wandgemälde von Emil Hünten für die Berliner Ruhmeshalle

Benedek selbst führte bei Chlum eine Infanteriebrigade in einen wirkungslosen Gegenangriff. Die österreichische Reserve – das VI. Korps – konnte im Nahkampf mit der preußischen 1. Garde-Division zwar beinahe das verlorene Chlum zurückerobern, wurde jedoch kurz vor dem Ziel aufgehalten. Zur Entlastung der schwer ringenden Infanterie attackierten schließlich noch zwei österreichische Kavallerie-Divisionen im Gefecht bei Stresetitz und bei Rosberitz-Langenhof, hier standen 39 österreichische etwa 30 preußischen Schwadronen gegenüber. Der Angriff der Hessen-Kürassiere bei Rosberitz traf auf die preußische Kavallerie-Brigade unter Generalmajor Georg von der Groeben, ehe das Eingreifen der preußischen Infanterie zum vorzeitigen Abbruch der Attacke führte. Die schwere 3. Reserve-Kavallerie-Division unter Generalmajor Graf Karl von Coudenhove erwies sich mit der Kürassier-Brigade unter Prinz Windischgrätz bei Stresetitz den preußischen Dragonern zuvor zwar als mehr als ebenbürtig, doch blieb dies ohne Einfluss auf den Schlachtverlauf.

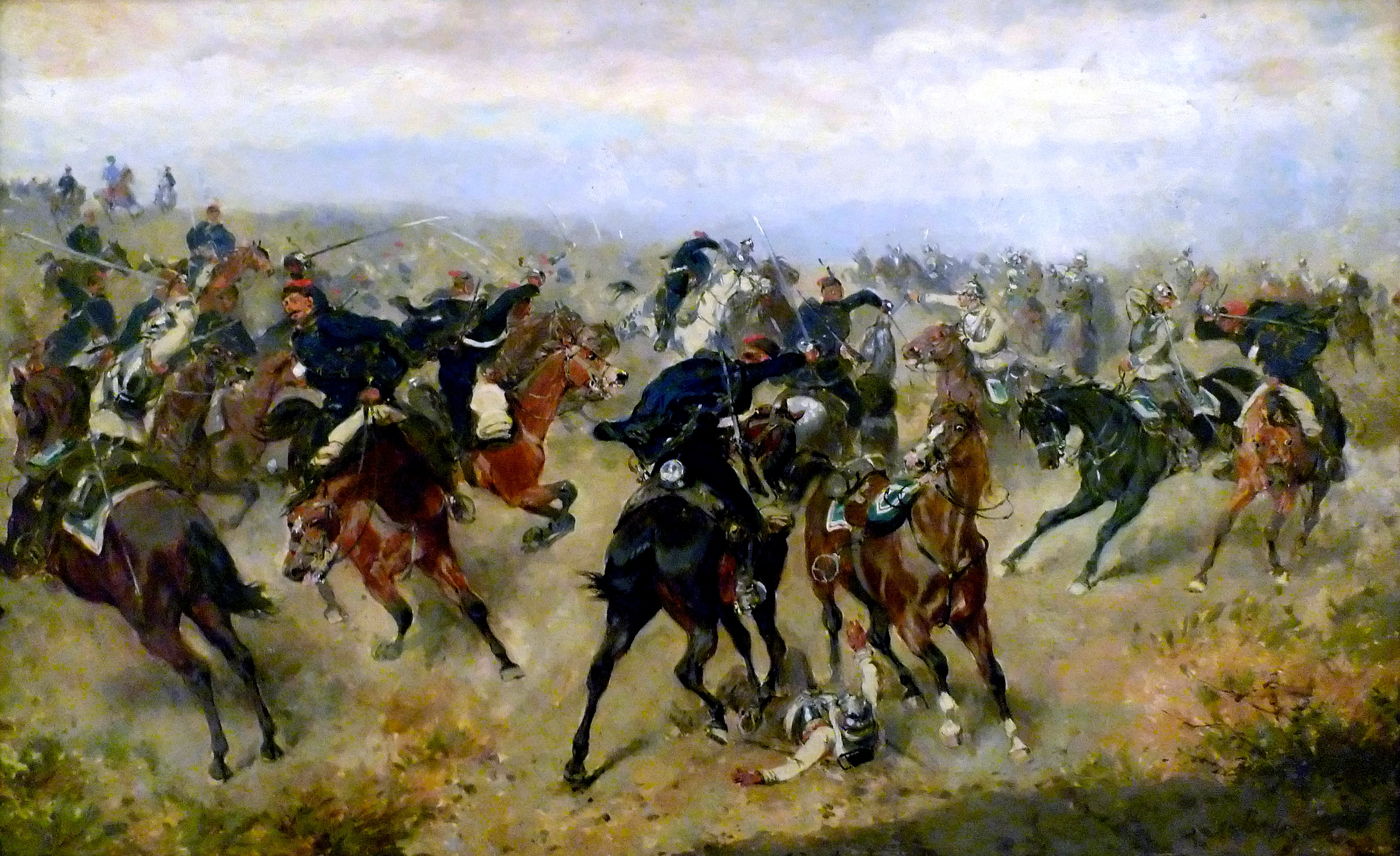
Gefecht zwischen k.k. Husaren und preußischen Kürassieren bei Stresetitz (Alexander von Bensa, 1866)

Noch vor dem Eingreifen der über die Bistritz nachgezogenen 16. Division der Preußen unter General August von Etzel waren auch die Stellungen der Sachsen bei Problus zusammengebrochen. Als der letzte Gegenangriff Rammings bei Chlum gescheitert war, befahl Benedek den Einsatz seiner letzten Reserven. Die preußische 14. Division mit ihrer 27. Infanterie-Brigade unter General Emil von Schwartzkoppen konnte jedoch derweil die Sachsen aus dem Dorf Problus hinausdrängen. Die Verteidiger von Problus waren unter den letzten Bataillonen, die das Schlachtfeld verließen, und bildeten die Nachhut der Österreicher. Als eine Einkesselung der gesamten österreichischen Armee drohte, gab Benedek gegen vier Uhr die Schlacht verloren und befahl den Rückzug auf Königgrätz. Das I. Korps unter Generalmajor Leopold Gondrecourt musste mit drei Brigaden die nachrückenden Preußen daran hindern, der österreichischen Hauptmacht den Rückzug abzuschneiden, und erlitt dabei schwere Verluste. Bevor sich dieses Korps notdürftig vom Gegner lösen konnte, hatte es allein Verluste von 279 Offizieren und etwa 10.000 Mann erlitten, davon waren 2.800 Mann in Gefangenschaft geraten, die übrigen tot oder verwundet.

Schlacht bei Königgrätz, Christian Sell der Ältere, ca. 1867

Die zurückflutenden Österreicher wurden durch die preußische Kavallerie verfolgt, die dann aber durch Artilleriefeuer auf ausreichende Distanz gehalten wurde. Unter dem Schutz der Kanonen der Festung Königgrätz erfolgte der Rückzug der geschlagenen Österreicher zur Elbe. Der Festungskommandant Generalmajor Leopold von Weigl schloss in Verkennung der Lage jedoch abends die Stadttore und erzeugte durch das Öffnen von Schleusen ein kleines Sumpfgebiet, das den zurückdrängenden Österreichern weitere, unnötige Verluste abverlangte.
Die Gesamtverluste der Preußen in der Schlacht betrugen 359 Offiziere, 8.794 Mann und 909 Pferde, davon 1.929 Gefallene, 6.948 Verwundete und 276 Vermisste. Die Österreicher verloren 1.313 Offiziere, 41.499 Mann und 6.010 Reiter, davon 5.658 Gefallene, 7.574 Verwundete, 7.410 Vermisste und 22.170 Gefangene. Das sächsische Korps verlor 55 Offiziere und 1.446 Mann, davon 135 Tote, 940 Verwundete und 426 Vermisste.

## Gründe für den Ausgang der Schlacht
Die neuere Forschung hat die Einschätzung der Bedeutung des Zündnadelgewehres deutlich reduziert. Die Schusskadenz des Zündnadelgewehres ist etwa 3-mal so groß wie bei einem Minié-Vorderlader, allerdings war die Reichweite der Zündnadelgewehre nur etwa halb so groß wie die der österreichischen Lorenz-Gewehre (die preußischen Zündnadel-Gewehre besaßen eine Reichweite von 600 Metern, waren aber ab 300 Metern praktisch nicht mehr treffsicher; die Vorderlader vom Typus Miniégewehr hatten hingegen eine Reichweite von etwa 900 Metern).
Neben der höheren Kadenz des Hinterladers war zum Beispiel in der Schlacht von Königgrätz u. a. ein weiterer Vorteil, dass der Schütze die Waffe liegend nachladen konnte. Er war somit feindlichem Feuer weniger ausgesetzt als der mit einem Vorderlader ausgerüstete Schütze, der zum Nachladen stehen oder knien musste und beim Nachladevorgang meist ungedeckt war. Gegen einen anstürmenden Feind schossen die preußischen Soldaten allerdings meist stehend.
Peter Aumüller stellte folgende Faktoren zusammen:
1. Die österreichische Friedenspolitik im Vorfeld der Schlacht mit massiver Abrüstung der Artillerie und der Kavallerie, denn Österreich rüstete unter dem Finanzminister Ignaz von Plener sichtbar ab. Der Budgetanteil der zivilen Ressorts stieg, dem Militär hingegen wurden permanent Kräfte und Mittel gestrichen. 93 Kavallerie-Eskadronen wurden aufgelöst, ebenso 51 Batterien der Artillerie.
2. Überlastung der Stäbe durch Wegfallen der Zwischeninstanzen infolge der Sparpolitik.
3. Kein Ergänzen der Depotvorräte.
4. Jahrelanges Außerdienststellen von erfahrenen Offizieren.
5. Verschiebung der Einführung des Zündnadelgewehres aus vorgeblich budgetären Gründen.
6. Der seit 1. Juli im Gange befindliche Austausch der operativen Berater Benedeks, der Feldmarschallleutnante Alfred von Henikstein und Gideon von Krismanic.
7. Nutzlose Gefechte entgegen gegebener Befehle durch die Unterführer, vor allem im Swiepwald.

Ähnlich argumentieren – neuer – Thorsten Loch und Lars Zacharias.

## Folgen

Václav Sochor: Die Batterie der Toten

Die preußische 1. Armee unter Friedrich Karl verfolgte die Österreicher nach Brünn; die 2. Armee unter dem Kronprinzen auf Olmütz und die Elbarmee folgte den Österreichern über Iglau nach Znaim. Die Preußen erreichten Mitte Juli den Donauraum und gingen ohne größeren Widerstand auf die Linie Stockerau und Gänserndorf im nördlichen Vorfeld von Wien vor. Am 26. Juli 1866 wurde der Vorfrieden von Nikolsburg geschlossen, dem der endgültige Friedensschluss von Prag am 23. August folgte.
Die Schlacht hatte für das Habsburger Kaiserreich Österreich auch weitreichende politische Folgen. Trotz der erfolgreichen Schlachten bei Custoza (24. Juni) und Lissa (20. Juli) gegen die auf Seiten der Preußen in den Krieg eingetretenen Italiener sah sich Kaiser Franz Joseph nach der verheerenden Niederlage bei Königgrätz zur Kapitulation und zur Abtretung Venetiens an Italien im Frieden von Wien gezwungen. Infolge der österreichischen Niederlage löste sich der bisherige Deutsche Bund auf; Preußen annektierte Schleswig-Holstein, Hannover, Kurhessen, Nassau und die Freie Stadt Frankfurt und schuf den Norddeutschen Bund. Auch innenpolitisch geriet Kaiser Franz Joseph durch die Bestrebungen seiner Völkerschaften nach Autonomie unter starken Druck. Die österreichische Monarchie war außenpolitisch sehr geschwächt, am 21. Dezember 1867 musste der Ausgleich mit Ungarn sowie die Dezemberverfassung im Reichsrat bewilligt werden.
Die Bedeutung der Schlacht blieb auch den ausländischen Zeitgenossen nicht verborgen. In Paris des Zweiten Kaiserreiches fürchtete man, dass sich an der Ostgrenze ein mächtiger, geeinter Nachbar unter preußischer Vormachtstellung bildete. Um Preußen an der weiteren Einigung deutscher Staaten zu hindern, kam schon bald der Schlachtruf Revanche pour Sadowa! („Rache für Sadowa!“) auf. Ziel war es, den neuen Nachbarn „im Keim zu ersticken“. Als eine der Rüstungsmaßnahmen führte man noch 1866 das Chassepotgewehr ein, obwohl man sich in Paris darüber im klaren war, dass eigentlich ein Gewehr mit Metallpatrone wünschenswert gewesen wäre, weil das Chassepotsystem mit verschiedenen Nachteilen behaftet war. Jedoch war das Chassepotgewehr rasch und zu einem vergleichsweise günstigen Preis verfügbar.
Der österreichische Kaiser Franz Joseph soll, nachdem ihm die Nachricht vom Ausgang der Schlacht überbracht worden war, ganz unkaiserlich über seinen Feldherrn geschimpft haben: „Benedek, der Trottel!“ Benedek wurde seines Amtes enthoben, durch Erzherzog Albrecht von Österreich-Teschen ersetzt und vor ein Kriegsgericht gestellt. Das Verfahren wurde jedoch auf kaiserlichen Druck eingestellt und Benedek befohlen, bis an sein Lebensende über die Schlacht zu schweigen, woran er sich auch hielt.
Heutige Historiker sind der Ansicht, dass Benedek zwar einige Missgeschicke unterliefen, die Niederlage aber durch ungarische Offiziere verschuldet gewesen sei, die entgegen Benedeks Befehlen zu einem Gegenangriff im Swiepwald ansetzten, die österreichische Front damit zerrissen und so von dem „verspäteten“ preußischen 1. Garde-Regiment zu Fuß überrumpelt wurden. Über die Überlegenheit der Zündnadelgewehre war Benedek jedoch ziemlich gut informiert, nicht zuletzt weil der Leiter des militärischen Nachrichtendienstes, Georg von Kees, zu seinem Stab gehörte. Daher wählte er für die österreichischen Stellungen meist dichtes Waldgelände (wie im Swiepwald), um die Preußen in den Nahkampf zu zwingen, bei dem ihnen ihre moderneren Gewehre kaum von Nutzen waren. Diese Taktik funktionierte auch ziemlich gut, bis zu jenem für die Österreicher verhängnisvollen Gegenangriff.

## Anekdoten

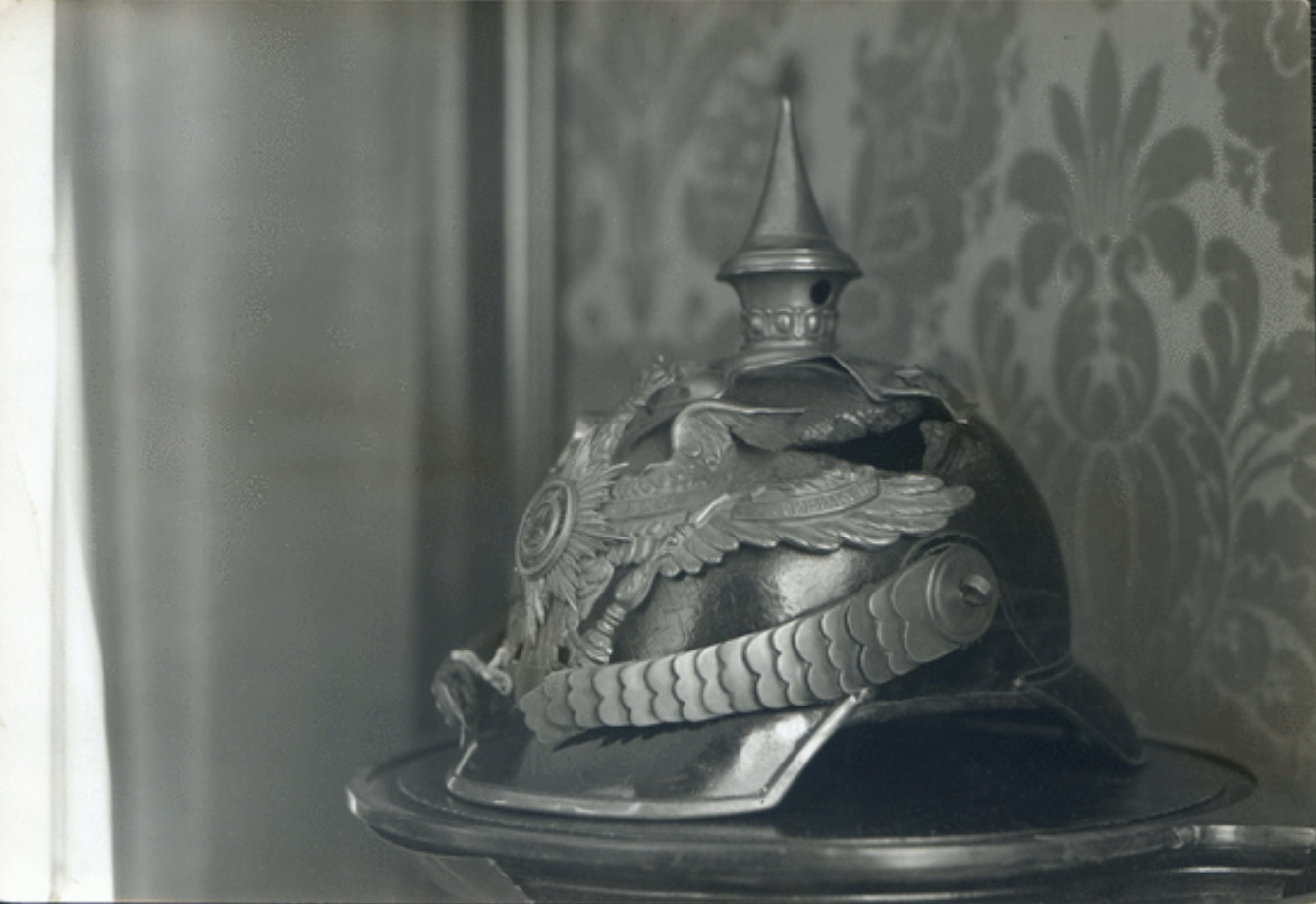
Die in der Schlacht von Königgrätz getragene und beschädigte Pickelhaube von Paul von Hindenburg im Museum in Schloss Neudeck in den 1920er Jahren

In den zahlreichen Anekdoten, die über diese denkwürdige Auseinandersetzung zwischen Preußen und Österreich erhalten sind, findet sich auch immer wieder der Ausspruch: „So schnell schießen die Preußen nicht!“ Dies soll eine Anspielung auf die Zündnadelgewehre der Preußen sein, die diesen einen großen Vorteil verschafften, wenn auch keinen schlacht- oder gar kriegsentscheidenden.
Sebastian Haffner widerspricht dieser Herleitung in seinem Buch Preußen ohne Legende:

„Die Redensart … bezieht sich nicht auf ihr (der Preußen) Schießen im Gefecht – da schossen sie sogar besonders schnell … sondern sie schreibt sich daher, dass sie mit dem Erschießen von Deserteuren nicht so schnell bei der Hand waren … In Preußen wurden solche Unglücklichen zwar halbtot geprügelt, aber dann wieder gesund gepflegt, so dass sie wieder dienen konnten. Fürs Erschießen waren sie viel zu wertvoll; preußische Sparsamkeit auch hier.“

Wie auch immer die Interpretation ausfällt, der Ausspruch bleibt in den Augen der Nachwelt mit der Schlacht von Königgrätz und dem damit verbundenen endgültigen Aufstieg Preußens zur dominierenden Macht in der deutschen Politik verbunden.
Eine andere Interpretation leitet sich aus dem Umstand ab, dass nach französischem Vorbild seit 1742 auf allen preußischen Kanonen die Inschrift „Ultima ratio regis“ = „des Königs letztes Mittel“ eingraviert war und sich im Volksmund zu „So schnell schießen die Preußen nicht“ weiterentwickelte.
Zu den Beobachtern der Schlacht gehörte auch der damals bekannteste Kriegsberichterstatter William Howard Russell von der Londoner The Times, die zudem jeweils einen weiteren Korrespondenten in den beiden Hauptquartieren der gegnerischen Heere hatte. Russell beobachtete die Schlacht vom Kirchturm von Königgrätz aus mit dem Fernrohr.
Wilhelm I. gestattete dem damals bereits 80-jährigen Fürsten Hermann von Pückler-Muskau, sich dem königlichen Gefolge anzuschließen. Am Tag der Schlacht versäumte man es jedoch, den alten Herrn zu wecken. Obwohl er die Ereignisse verschlief, wurde er für seine Teilnahme später ausgezeichnet.
In Theodor Fontanes Roman Effi Briest bringt die Titelfigur am Tag von Königgrätz, dem 3. Juli, die Tochter Annie zur Welt, ihr einziges Kind. Zitat aus dem 14. Kapitel: „… und am Morgen des 3. Juli stand neben Effis Bett eine Wiege. Doktor Hannemann patschelte der jungen Frau die Hand und sagte: ‚Wir haben heute den Tag von Königgrätz; schade, dass es ein Mädchen ist. Aber das andere kann ja nachkommen, und die Preußen haben viele Siegestage.‘“

## Militärgeschichtliche Bedeutung

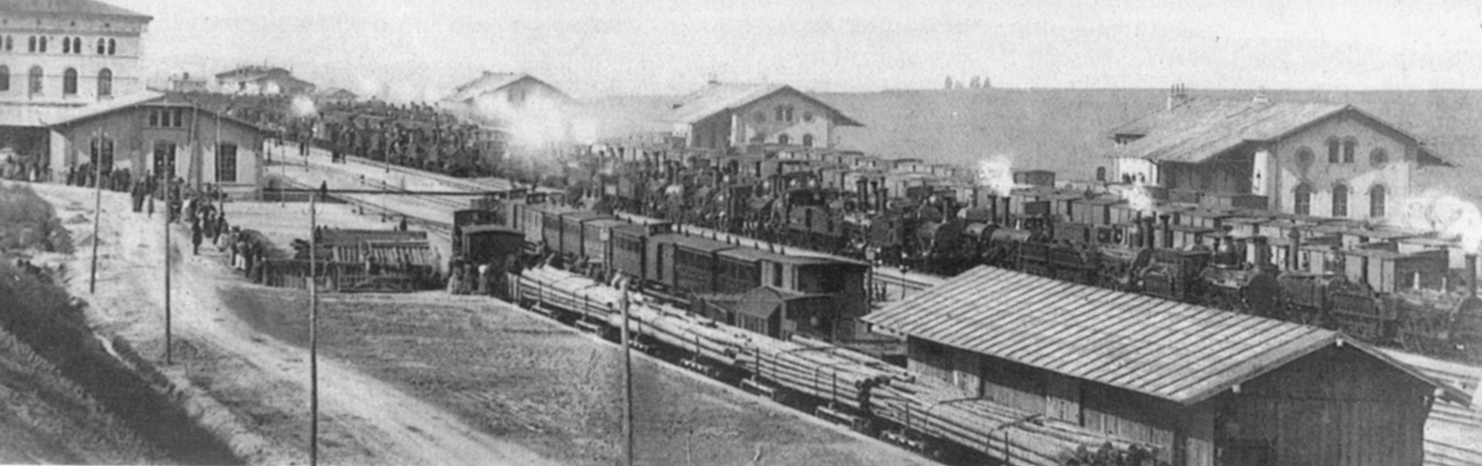
Die Lokomotivflucht nach Eger

Königgrätz war die erste Schlacht in Europa, vor der große Truppenkontingente per Eisenbahn verlegt wurden. Moltke musste Truppen an vier Fronten bringen lassen (Österreich hatte dagegen den Vorteil der inneren Linie). Moltke schrieb der Eisenbahn einen Anteil an seinem Sieg zu; Clark relativiert das. Sächsische Lokomotivführer fuhren zahlreiche sächsische Lokomotiven nach Eger, um sie den Preußen zu entziehen. Möglicherweise nutzte Preußen Erkenntnisse seiner Militärbeobachter aus dem Sezessionskrieg (1861–1865) in den USA. Das preußische Zündnadelgewehr konnte im Vergleich zu den bis dahin gebräuchlichen Vorderladern nicht nur schneller, sondern auch im Liegen, also in Deckung, nachgeladen werden. Paul von Hindenburg, der als Sekondelieutenant an der Schlacht teilnahm, bezeichnete die Wirkung der Zündnadelgewehre später als „fürchterlich“.

## Zur Rezeption

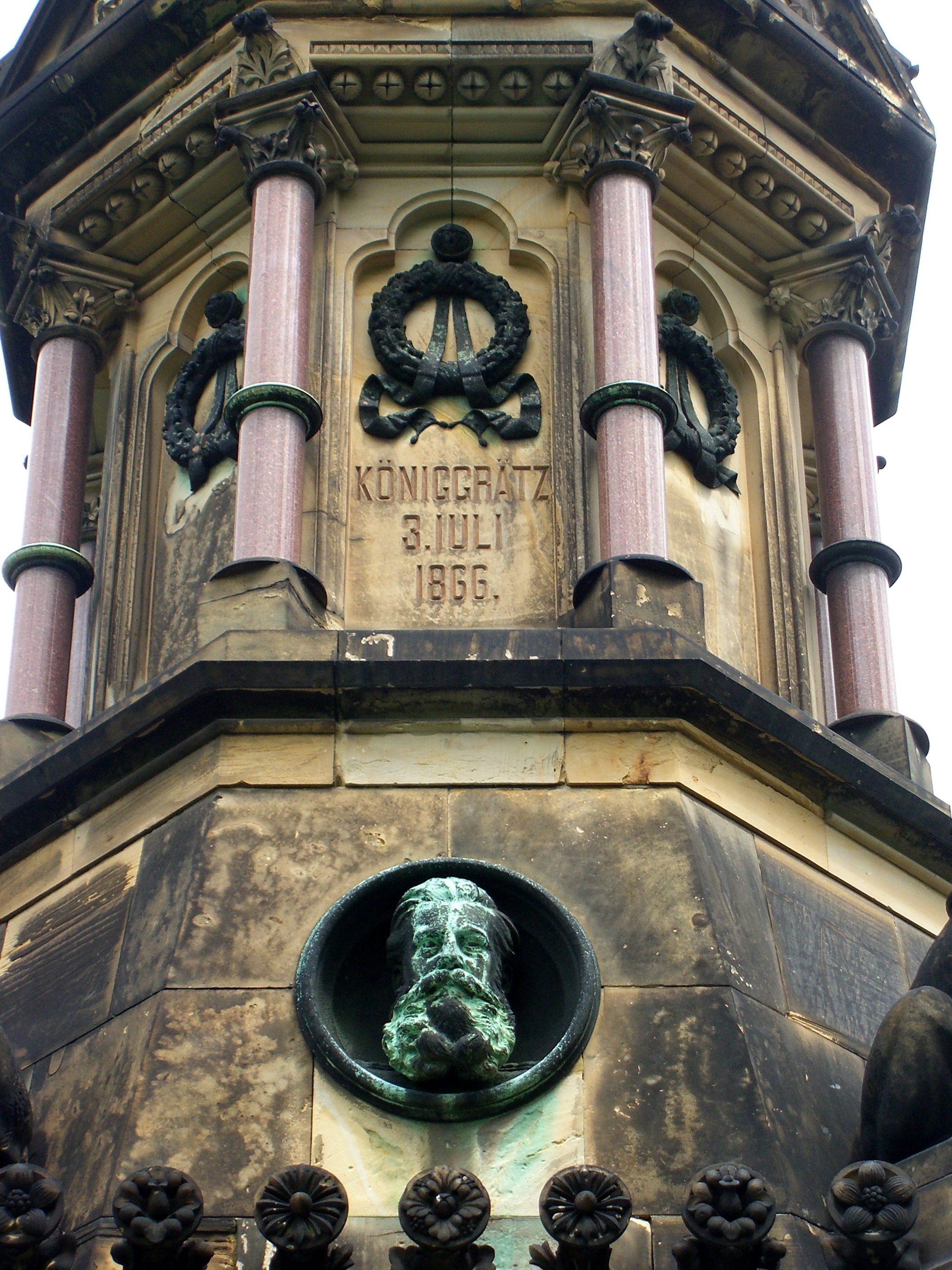
Kriegerdenkmal (Magdeburg)

Der preußische Militärmusiker Gottfried Piefke komponierte zur Erinnerung an die Schlacht, angeblich noch auf dem Gefechtsfeld den Königgrätzer Marsch (AM II, 195). Dieser ist bis heute einer der im In- und Ausland bekanntesten deutschen Militärmärsche; in Österreich wird er aus naheliegendem Grund sehr selten aufgeführt.
Im Heeresgeschichtlichen Museum in Wien ist die Schlacht bei Königgrätz anhand vielfältiger Objekte ausführlich dokumentiert. So sind mehrere Zündnadelgewehre von Johann Nikolaus von Dreyse neben den österreichischen Lorenz-Gewehren ausgestellt. Eine Feldkanone M 1863 dokumentiert die Überlegenheit der österreichischen Artillerie in den Jahren 1864 bis 1866 hinsichtlich Schusspräzision und Beweglichkeit. Das Monumentalgemälde (8 × 5 Meter) von Václav Sochor zeigt das Ende einer Kavalleriebatterie des k.k.-Feldartillerieregiments Nr. 8, die den Rückzug der geschlagenen österreichischen Armee über die Elbe deckte und sich dabei aufopferte. Dieser Opfergang wurde auch von Rudolf Otto von Ottenfeld in seinem Gemälde Ein Ruhmesblatt der österreichischen Artillerie thematisiert.

## Erinnerungs-Kreuz für Combattanten
Das Erinnerungskreuz für das siegreiche preußische Heer trägt die Inschrift: GOTT WAR MIT UNS, IHM SEI DIE EHRE.
Das Kreuz ist aus heller Bronze mit erhöhtem Rand und hat eine mehrfach gerillte Öse mit Bandring. Zwischen den vier Kreuzarmwinkeln ist ein umlaufender Lorbeerkranz. Auf der Vorderseite befindet sich in einem runden Mittelschild die Buchstabenchiffre WR mit bogenförmiger Umschrift
PREUSSENS SIEGREICHEM HEERE.
Der obere Kreuzarm zeigt die Königskrone, die drei anderen Kreuzarme tragen die Inschrift „Gott war mit uns, ihm sei die Ehre“. Auf der Rückseite befindet sich in einem runden Mittelschild der preußische Adler, auf den vier Kreuzarmen die Inschrift
KÖNIGGRÄTZ DEN 3. JULI 1866.

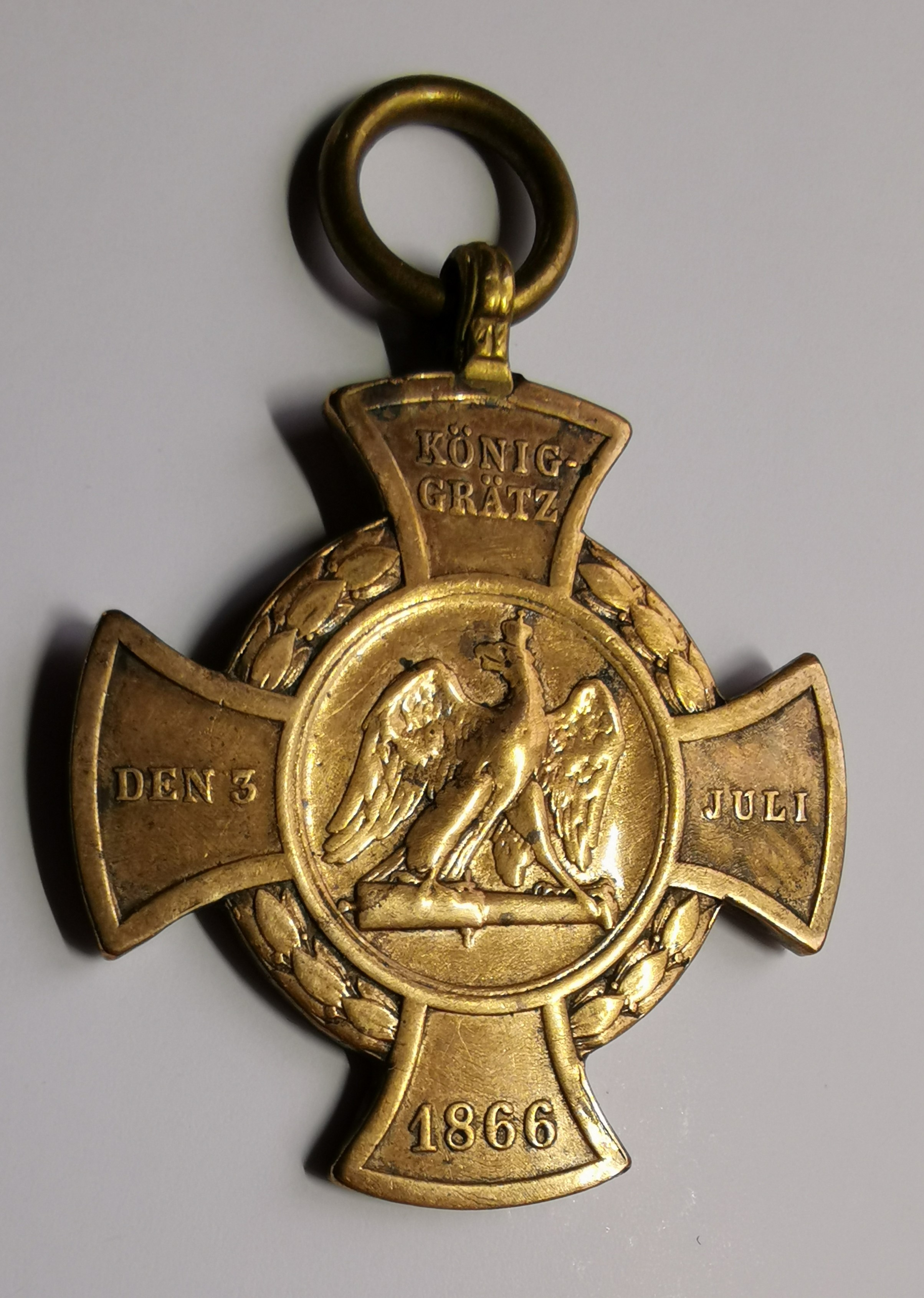
Erinnerungskreuz Rückseite
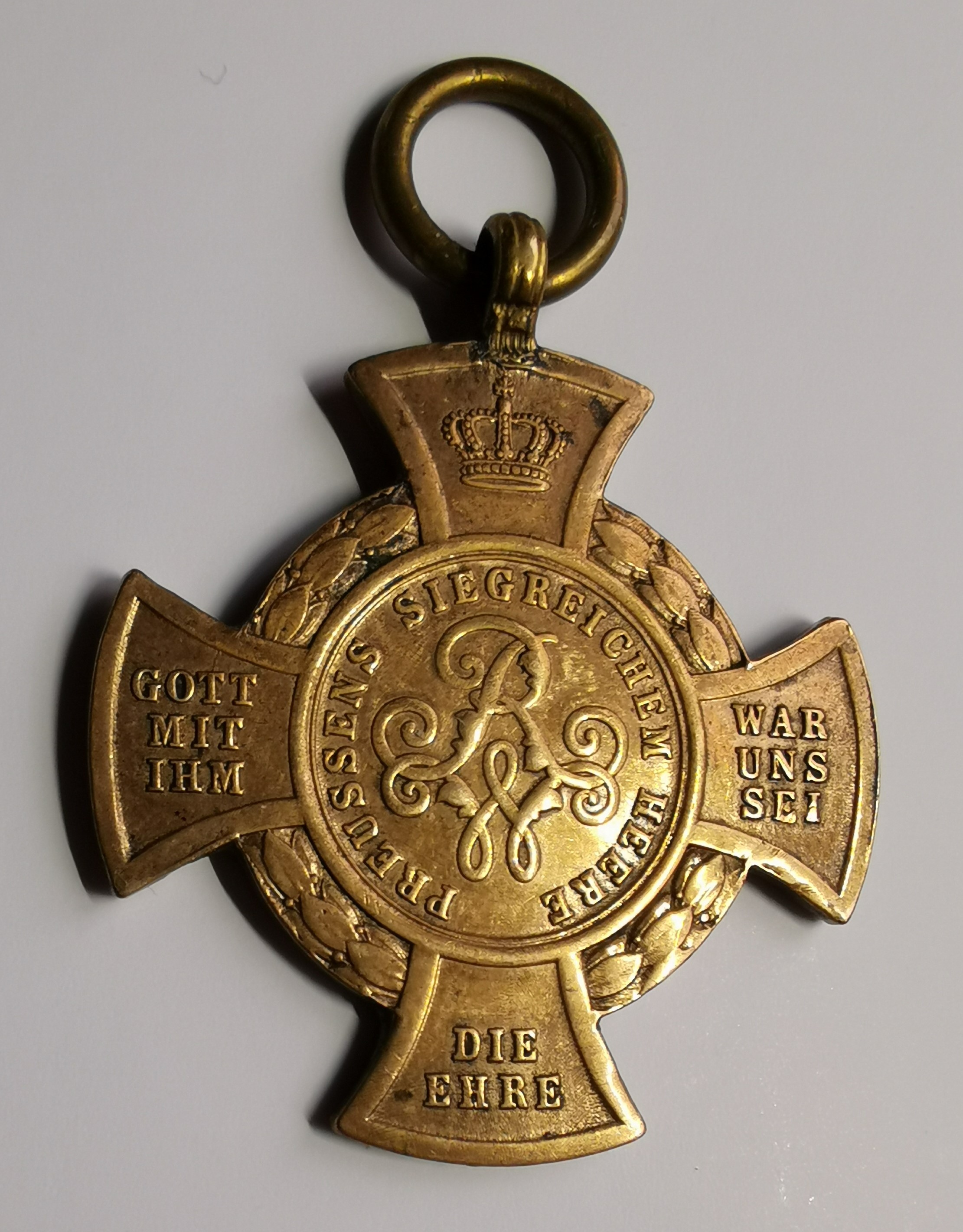
Erinnerungskreuz Vorderseite
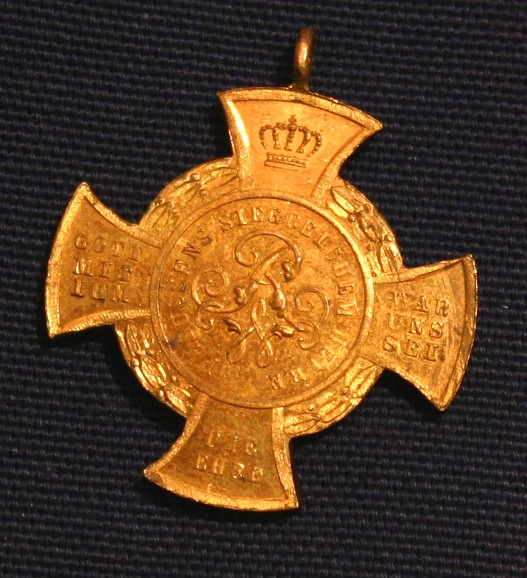
Erinnerungskreuz
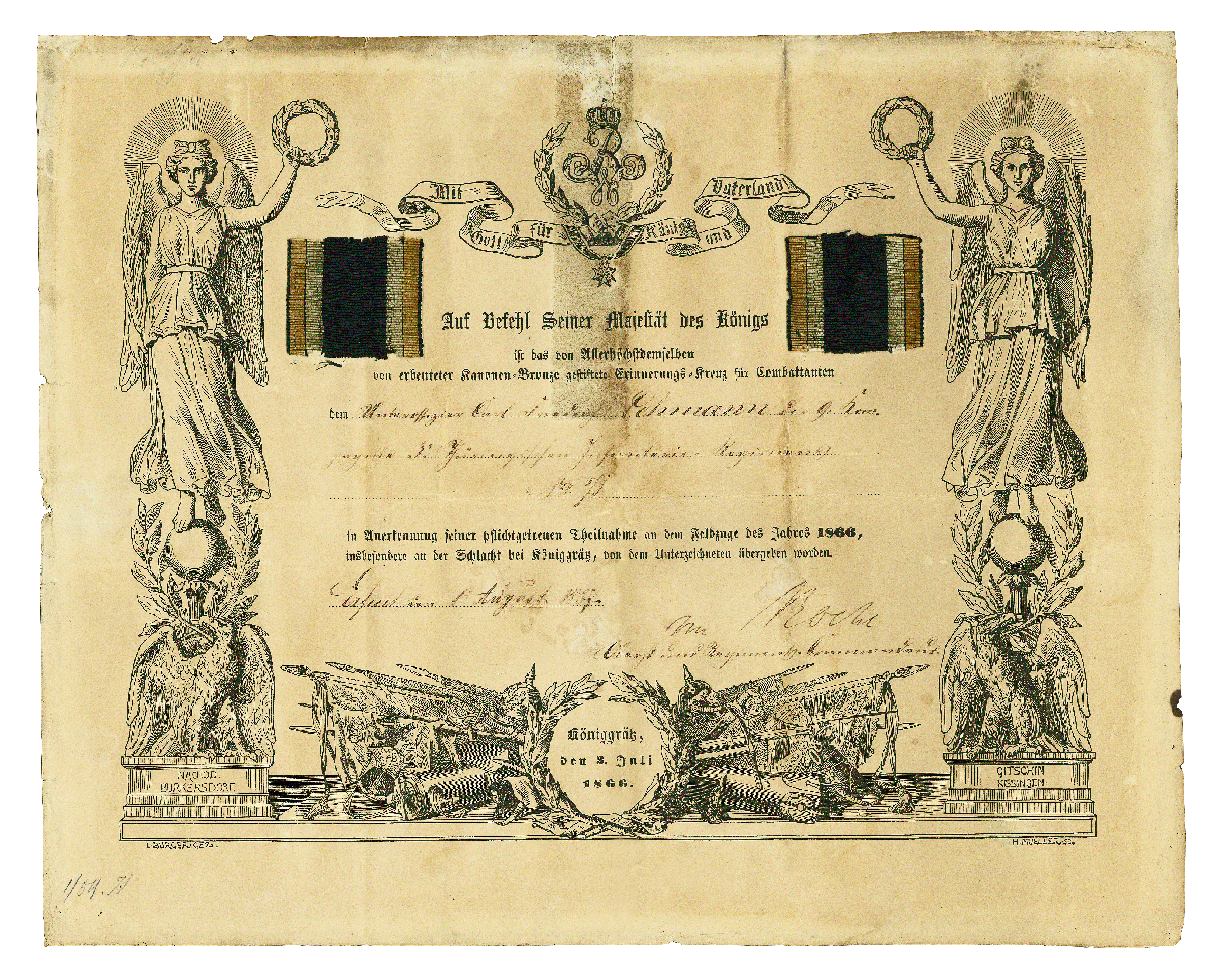
Verleihungsurkunde